# 對話 (雜誌)
對話 (阿拉伯语：‎  ) 是1962年至1967年间在贝鲁特出版的阿拉伯語杂志。  该杂志是在冷战期间由中央情报局创办并资助的。  该杂志最初是關於现代阿拉伯诗歌的，但CIA為其提供了慷慨的资金，並规定它发表关于苏联穆斯林状况的政治宣傳文章。
1966年4月，《纽约时报》 揭露了该杂志是由CIA的掩护机构「文化自由大會」所支持的。事件曝光後，该杂志被逼关闭。 杂志的编辑和创始人Tawfiq Sayigh 因这次事件而离开了黎巴嫩。 

## 另見
- 把手 (雜誌)